# سهو
السَّهْو كالنسيان في اللغة الغفلة وذهاب القلب إلى الغير. وأما عرفاً فالسهو قسم من النسيان فإنه فقدان صورة حاصلة عند العقل بحيث يتمكن من ملاحظتها أي وقت شاء، ويسمى هذا ذهولاً وسهواً، أو بحيث لا يتمكن فيها إلا بعد تجشم كسب جديد ويسمى نسيانا عند عبد الحكيم.

## السهو والذهول والغفلة والنسيان
في كليات أبي البقاء السهو هو غفلة القلب عن الشيء بحيث يتنبه بأدنى تنبيه، والنسيان غيبة الشيء عن القلب بحيث يحتاج إلى تحصيل جديد.
وقال بعضهم السهو زوال الصورة عن القوة المدركة بالحس المشترك مع بقائها في القوة الحافظة، والنسيان زوالها عنهما جميعاً معاً.
وقيل غفلتك عما أنت عليه لتفقده سهو غفلتك عما أنت عليه لتفقد غيره نسيان.
وقيل السهو يكون لما علمه الإنسان وما لا يعلمه والنسيان لما غاب بعد حضوره، والمعتمد أنهما مترادفان. وأما الذهول فهو عدم استثبات الإدراك حيرة ودهشة، والغفلة عدم إدراك الشيء مع وجود ما يقتضيه.
وقال في دستور العلماء السهو زوال الصورة من النفس بحيث يتمكن من ملاحظتها من غير تجشم إدراك جديد. 
وقيل السهو عدم ملكة العلم وهو سهو لأن الصورة محفوظة في الخزانة فالملكة باقية لا معدومة حال الـسهو. وفي حال النسيان الصورة زائلة عن الخزانة أيضاً فالسهو حالة متوسطة بين الإدراك والنسيان، وإرادة هذه الحالة من عدم ملكة العلم مستبعد جداً.